# Kompilation (Literatur)
Kompilation (lateinisch compilatio, „Plünderung“) ist eine Bezeichnung für eine aus Zitaten anderer Werke zusammengestellte wissenschaftliche oder literarische Arbeit bzw. Textsammlung. Der Begriff wurde erstmals von Cicero in seinen Briefen spöttisch für eine Aktensammlung verwendet. Der Verfasser einer Kompilation wird als Kompilator bezeichnet.
Kompilationen wurden in Europa vom Altertum bis zum Ende des Mittelalters häufig erstellt. Meistens sind sie nicht wissenschaftlich motiviert und haben damit auch keinen eigenständigen wissenschaftlichen Wert. Bedeutung gewinnen Kompilationen speziell dann, wenn die geplünderten Werke verloren gegangen sind. Durch diese lassen sich die Werke dann zumindest teilweise rekonstruieren. So wurden beispielsweise 7 der 123 Dramen von Sophokles gerettet, ähnlich bei Aischylos und Euripides. Als Beispiel für eine Kompilation mit historischem und insbesondere wissenschaftlichem Wert kann die isländische Sturlunga saga gelten, deren Urheber die Geschichte der isländischen Freistaatszeit mit Versatzstücken anderer Werke der Sagaliteratur schildert. Dieses Werk wurde lange Zeit als wichtige historischen Quelle betrachtet.
Mittelalterliche Weltchroniken wurden oft durch Kompilation zusammengeführt. Beispielsweise sind die Chroniken Rudolfs von Ems und des Jans Enikel bis hin zu der spätmittelalterlichen Kompilation durch Heinrich von München. Dadurch konnte aus vielen unvollständigen eine vollständige Weltchronik vom Anfang der Menschheit bis zur Zeit des Schreibers geschaffen werden.
Auch die frühen Autoren der islamischen Geschichtsschreibung stellten bedeutende Kompilationen zusammen, so zum Beispiel Al-Balādhurī und At-Tabarī.
Titel der Zusammenstellungen theologischer, lehrhafter, juristischer und unterhaltender Art war häufig Speculum oder (übersetzt) Spiegel. Beispiele dafür sind:
- Speculum stultorum des Nigellus de Longchamp, vor 1180
- Sachsenspiegel, um 1225
- Speculum musicae des Jakobus von Lüttich, 1321–1325
- Speculum majus des Vinzenz von Beauvais, 1473
- Speculum mundi des Bartholomäus Ringwaldt, 1590
- Deutschenspiegel, um 1275
- Laienspiegel, 1509
- Schwabenspiegel, um 1275

Der Begriff Kompilation für diese Werke kommt im 16. Jahrhundert auf und hat seine negative Grundbedeutung, wie sie bei Cicero angelegt war, behalten. Sie will den oberflächlichen und unkritischen Charakter dieser Arbeiten betonen.